# C. Jay Cox
C. Jay Cox (ur. 1962 w Nevadzie) – amerykański reżyser i scenarzysta filmowy.

## Życiorys
Dorastał we Wschodniej Nevadzie w wielopokoleniowej rodzinie mormońskiej. Jego pierwszy projekt (dwuminutowy film noir pt. Vampire Cave) powstał, gdy miał osiem lat. Dojrzewając, kształcił się nadal w kierunku artystycznym – pisał scenariusze oraz reżyserował krótkie metraże. W wieku osiemnastu lat był misjonarzem mormońskim. Później studiował dziennikarstwo na Uniwersytecie Brighama Younga.
Następnie przeniósł się do Los Angeles (gdzie też mieszka aktualnie). Pracował między innymi jako aktor, artysta performance’owy i fotograf. Zaczął na poważnie tworzyć filmy krótkometrażowe i dokumentalne, co zaowocowało wzrostem jego popularności. Po stworzeniu scenariusza pt. The Thing in Bob’s Garage w roku 1998, otrzymywał liczebne propozycje dopracowania skryptów innych artystów. Prawdziwą sławę przyniósł mu scenariusz napisany do komedii romantycznej Dziewczyna z Alabamy, która – wydana w 2002 roku – stała się przebojem box office’u. Następny film Coksa, dramat romantyczny Dni ostatnie (Dni ostatnie 2003), napisany, wyreżyserowany i wyprodukowany przez niego, przyniósł mu nagrody podczas licznych festiwali filmowych. Tytuł filmu nawiązywał do Kościoła Jezusa Chrystusa Świętych w Dniach Ostatnich (ang. The Church of Jesus Christ of Latter-day Saints), scenariusz doń Cox oparł na kanwie własnych doświadczeń.
Jest gejem. Jako homoseksualista zdeklarował się po przeprowadzce do Los Angeles.

## Filmografia

### Scenarzysta
- Za jakie grzechy (New in Town, 2009)
- Dni ostatnie (2003)
- Dziewczyna z Alabamy (Sweet Home Alabama, 2002)
- Reason Thirteen (1998)
- Guwernantka (The Governess, 1998)
- The Thing in Bob’s Garage (1998)

### Reżyser
- Przed ołtarzem (Kiss the Bride, 2007)
- Dni ostatnie (2003)
- Reason Thirteen (1998)
- Get That Girl (1996)

### Producent
- Przed ołtarzem (Kiss the Bride, 2007)
- Dni ostatnie (2003)

### Aktor
- Koszmarne siostry (Nightmare Sisters, 1987) jako Bud
- Od szeptu w krzyk (The Offspring, 1987) jako Pike